# Xã Buffalo, Quận Marshall, South Dakota
Xã Buffalo (tiếng Anh: Buffalo Township) là một xã thuộc quận Marshall, tiểu bang Nam Dakota, Hoa Kỳ. Năm 2010, dân số của xã này là 114 người.